# Björn Ström
Björn Gustaf Elof Ström, född den 25 april 1934 i Åtvidaberg, Östergötlands län, död den 21 april 2007 på Lidingö, var en svensk jurist, författare och direktör vid Svenska Arbetsgivareföreningen (SAF).
Björn Ström var biträdande direktör och chef för SAF:s utlandstjänstavdelning och sedermera direktör vid SAF dit han kom under tidigt 1960-tal. Han arbetade till att börja med inledningsvis med olika projekt kring företagsdemokratiutvecklingen. Det var en utveckling som så småningom ledde fram till införandet av Medbestämmandelagen (MBL), en av de centralaste lagarna inom svensk arbetsrättslagstiftning.

## Utbildning och tjänstegrader inom SAF/ Sveriges Fastighetsägareförbund
Björn Ström blev jur. kand. i Stockholm 1959. Efter tingsmeritering 1959–1962 var han anställd vid SAF 1962–1987, där han blev direktörsassistent 1966, biträdande direktör 1973 och direktör 1984. Han var VD i Sveriges Fastighetsägareförbund 1987–1988, EG-specialist i SAF 1988–1994 samt senior consultant vid Tersus/CRG Sverige AB 1994.

## Tiden inom SAF
Från senare hälften av 1960-talet började Björn Ström bygga upp en avdelning inom SAF för stöd till företagen kring utlandstjänstfrågor. Tidigt tog han initiativ till att bygga upp en kunskapsbank för de svenska internationella företagen. Han samlade material om lagstiftningen på arbetsrättsområdet från hela världen och servade företagen med det.
Björn Ström skapade nätverk mellan personaldirektörer för att sprida kunskap och erfarenhet, vilket fungerar än i dag. Kunskapen samlades så småningom i boken Utlandstjänst som blev en viktig handbok för alla personer och företag på den internationella marknaden. Hans arbete fick en avgörande betydelse för anpassningen av de svenska företagens verksamhet till den internationella arenans krav. Han såg till att ordna konferenser och utbildningar för chefer och personal som arbetade med svenskar i utlandstjänst.
Björn Ström tog också initiativet till en bred utbildning av personaladministratörer och deras chefer vad gällde utlandsetableringens effekter i företagen. Genom ett nära samarbete med UD och dåvarande Konturagruppen bidrog han till att underlätta för de personer och familjer som flyttade ut och kom hem igen. Han såg till att chefer utbildades i vad olikheter mellan kulturer kan förorsaka när man marknadsför, säljer, förhandlar eller leder människor i andra länder samt vad det innebar att stötta de familjer som flyttade med den utlandsanställde.
Under denna period byggde Björn Ström också upp kontakterna mellan det engelska Employment Conditions Abroad (ECA) och SAF i syfte att sprida och använda kunskap inom frågor som rörde utlandsstationerad personal, ett kontaktnät han behöll livet ut.

## Övriga uppdrag
Vid sidan av sin tjänst inom SAF var Björn Ström under nära 20 år styrelseledamot i Föreningen Svenskar i Världen, där han arbetade aktivt med utlandssvenskarnas villkor; posten innehade han fram till sin död 2007. Därutöver var Ström aktiv som ständig medlem i Skattebetalarnas Förening, där han aktivt bidrog till förändringen av styrelsesammansättningen vid den omtalade föreningsstämman 2003. Han var även debattör med en rad publicerade artiklar bland annat i Dagens Industri. Björn Ström är begravd på Lidingö kyrkogård.